# Eleições presidenciais em El Salvador em 2009
As eleições presidenciais salvadorenhas de 2009 foram realizadas em 15 de março.

## Campanha de Funes
Durante a campanha, Funes apresentou propostas políticas moderadas e destacou que pretende manter boas relações com os Estados Unidos, e se disse próximo a Luiz Inácio Lula da Silva e à presidente do Chile, Michelle Bachelet. Ele rejeitou sugestões apresentadas por Ávila de que sob sua administração El Salvador se tornaria um satélite da Venezuela. Partidários de Ávila, ex-chefe da polícia civil, qualificaram os integrantes do FMLN como "comunistas".

## O pleito
A eleição transcorreu com muita normalidade, e era alterada apenas pela incerteza das previsões e da então possibilidade do fim de uma hegemonia de duas décadas da Aliança Republicana Nacionalista (Arena). As zonas eleitorais abriram as portas às 7h locais e fechando-as às 17h locais. 4.226.479 salvadorenhos foram convocados a votar.

### Troca de acusações
Funes protestou pouco após emitir seu voto contra "as irregularidades que e Arena cometeu durante a campanha eleitoral". De acordo com ele, "a Arena continuou fazendo propaganda após terminada oficialmente", e "mobilizou cidadãos centro-americanos, guatemaltecos, nicaraguenses e hondurenhos, que habilitou para votar" ilegalmente em seu candidato. Ávila, em entrevista ao Canal 21, negou as acusações e disse que seu rival terá que aceitar o resultado das eleições, além de destacar a normalidade com a qual ocorreu a votação. O procurador para a defesa dos direitos dumanos de El Salvador, Óscar Luna, que lidera uma missão de observadores, também destacou à imprensa local "a transparência" e a "sintonia democrática com a qual se desenvolveu o comparecimento às urnas" acima de incidentes que classificou de "isolados".

## Resultados
O esquerdista Mauricio Funes, do partido formado pela antiga guerrilha, venceu o pleito. Funes derrotou o candidato do partido conservador, Arena (Aliança Republicana Nacionalista), Rodrigo Ávila. A Arena havia vencido todas as eleições presidenciais desde o fim da guerra civil no país, em 1992. "Esta é a noite mais feliz da minha vida, e eu quero que seja a noite de maior esperança para El Salvador", disse Funes a seus partidários. Funes ressaltou o caráter histórico da vitória, como representante de uma organização que passou de grupo guerrilheiro a partido político depois dos acordos de paz que puseram fim a 12 anos de guerra civil. "Pela primeira vez chegam à presidência e vice-presidência os candidatos apresentados por um partido de esquerda (...) Com esta base também daremos uma nova direção à gestão presidencial."
De acordo com o Supremo Tribunal Eleitoral, Funes obteve 51,27% dos votos, enquanto Ávila ficou com 48,73%.
| Candidato - Partido                              | Votos     | %      |
| ------------------------------------------------ | --------- | ------ |
| Mauricio Funes – FMLN                            | 1.354.000 | 51,32  |
| Rodrigo Ávila – Aliança Republicana Nacionalista | 1.284.588 | 48,68  |
| Total                                            | 2.638.588 | 100,00 |
| Votos inválidos                                  | 20.550    |        |
| Total de votos (comparecimento: 61.9%)           | 2.659.138 |        |
| Votos registrados                                | 4.294.849 |        |
| Fonte: TSE 1, TSE 2                              |           |        |